# Wynnebald
Wynnebald ou Winnebald est un moine anglo-saxon né vers 700/702 et mort le 18 décembre 761. Membre de la mission de Boniface en Thuringe, il est le fondateur et le premier abbé de l'abbaye de Heidenheim, en Bavière. Il est considéré comme saint et fêté le 18 décembre.

## Biographie
Natif du Wessex, en Angleterre, Wynnebald est le frère de Willibald et de Walburge. En 720, il accompagne son père (appelé « Richard » dans la tradition hagiographique du XIIe siècle) et son frère Willibald dans leur pèlerinage à Rome. Leur père meurt à Lucques, mais les deux frères parviennent à Rome, où ils sont touchés par la peste. C'est probablement la maladie qui oblige Wynnebald à rester à Rome tandis que son frère poursuit ses voyages jusqu'en Terre sainte,.
Après quelques années passées dans une communauté d'ascètes, Wynnebald retourne en Angleterre en 727. Il fait un deuxième séjour à Rome jusqu'en 739, date à laquelle le missionnaire Boniface, un parent de la famille de Wynnebald, lui demande de le rejoindre en Thuringe. Boniface l'ordonne prêtre et lui confie la garde de sept églises. Il évangélise la région reculée du Nordgau de 744 à 747, puis séjourne à Mayence avec Boniface de 747 à 751. Avec l'aide de son frère, arrivé en Allemagne entre-temps, il fonde l'abbaye de Heidenheim en 751 et en devient le premier abbé,.
Wynnebald meurt le 18 décembre 761, en présence de son frère. Leur sœur Walburge lui succède à la tête du monastère de Heidenheim,.

## Culte
Wynnebald est reconnu comme saint dès 777, date à laquelle son frère Willibald fait procéder à la translation de ses reliques. Elles sont ultérieurement translatées à nouveau à Eichstätt, auprès de celles de Willibald.
Wynnebald est l'objet d'une hagiographie rédigée par Hygeburg, une moniale de Heidenheim, dans les années 780,.